# Gentiana durangensis
Gentiana durangensis är en gentianaväxtart som beskrevs av J.A. Villarreal Q.. Gentiana durangensis ingår i släktet gentianor, och familjen gentianaväxter. Inga underarter finns listade i Catalogue of Life.